# Agnes Tirop
Agnes Jebet Tirop, née le 23 octobre 1995 dans le comté de Uasin Gishu et morte le 13 octobre 2021 à  Iten, est une athlète kényane.
Connue pour être une spécialiste des courses de fond, elle a remporté le titre individuel des championnats du monde de cross-country 2015.

## Biographie

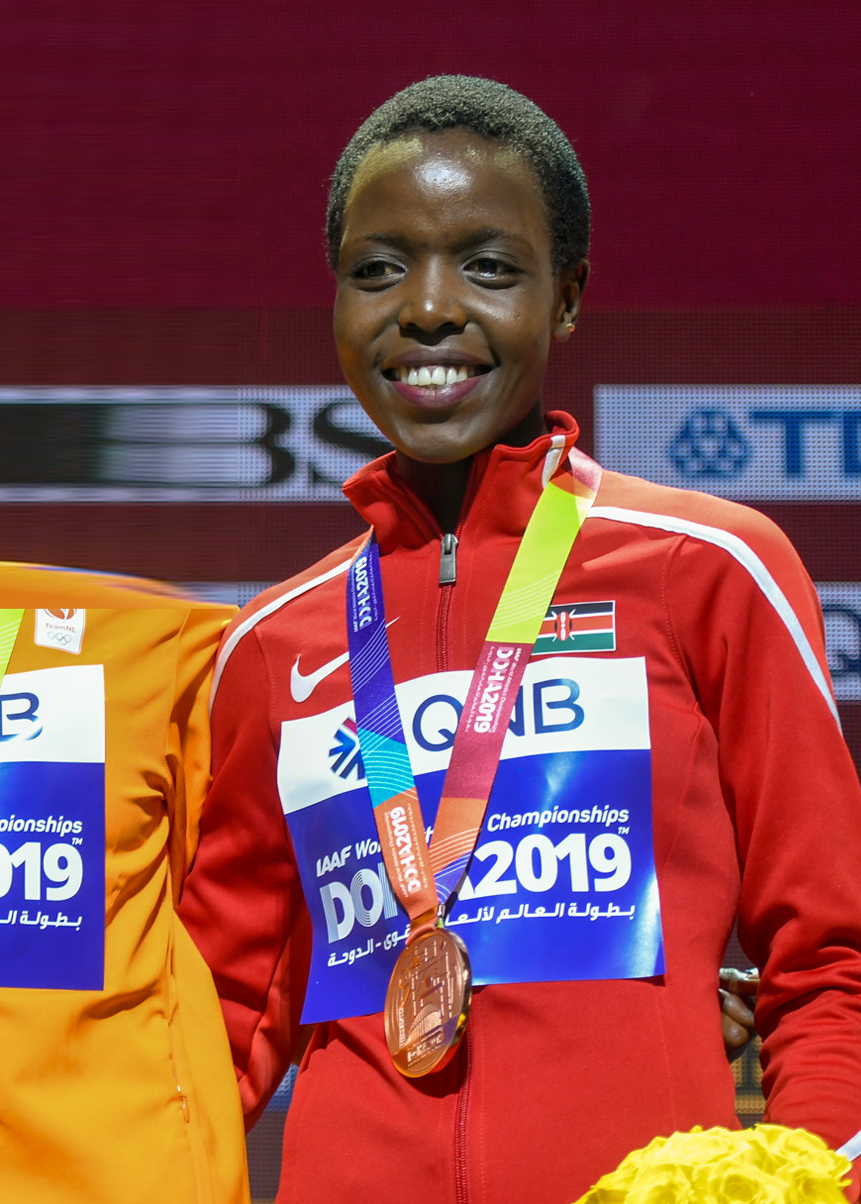
Agnes Tirop aux championnats du monde d'athlétisme 2019.

En mars 2015, Agnes Tirop devient championne du monde de cross-country à Guiyang en Chine, devant Senbere Teferi et Netsanet Gudeta.
Le 5 août 2017 elle remporte la médaille de bronze du 10 000 m aux championnats du monde 2017 à Londres. Deux ans plus tard, à Doha, elle remporte le même métal.
Le 13 octobre 2021, la Fédération kényane d'athlétisme annonce son décès sur Twitter ; elle a été retrouvée poignardée à son domicile d'Iten. Le 14 octobre, la police kényane a annoncé l'arrestation de son mari, Emmanuel Rotich, alors qu'il était en fuite.

## Hommages
Une épreuve de cross-country, l'Agnes Tirop Cross Country Classic est créée en son honneur dans le village de Lobo près d'Eldoret. La première édition de cette épreuve courue en février 2022 rejoint le calendrier de la saison inaugurale du World Athletics Cross Country Tour,.

## Tirop’s Angels
Une des amies d'Agnes Tirop, et également sportive de haut niveau, Joan Chelimo, a créé une association kenyane dont le nom reprend celui d'Agnes Tirop, la fondation Tirop’s Angels, pour aider les athlètes féminines victimes de violence conjugale.

## Palmarès
| Date | Compétition                     | Lieu             | Résultat | Épreuve            | Temps          |
| ---- | ------------------------------- | ---------------- | -------- | ------------------ | -------------- |
| 2012 | Championnats d'Afrique de cross | Le Cap           | 2e       | Individuel junior  |                |
| 2012 | Championnats du monde juniors   | Barcelone        | 3e       | 5 000 m            | 15 min 36 s 74 |
| 2013 | Championnats du monde de cross  | Bydgoszcz        | 2e       | Individuel junior  | 17 min 51 s    |
| 2013 | Championnats du monde de cross  | Bydgoszcz        | 1re      | Par équipes junior |                |
| 2014 | Championnats d'Afrique de cross | Kampala          | 1re      | Individuel junior  | 18 min 51 s    |
| 2014 | Championnats d'Afrique de cross | Kampala          | 1re      | Par équipes junior |                |
| 2014 | Championnats du monde juniors   | Eugene           | 3e       | 5 000 m            | 15 min 43 s 12 |
| 2015 | Championnats du monde de cross  | Guiyang          | 1re      | Individuel         |                |
| 2015 | Championnats du monde de cross  | Guiyang          | 2e       | Par équipes        |                |
| 2017 | Championnats du monde           | Londres          | 3e       | 10 000 m           | 31 min 03 s 50 |
| 2019 | Ligue de diamant                | Ligue de diamant | 6e       | 5 000 m            | 14 min 37 s 32 |
| 2019 | Championnats du monde           | Doha             | 3e       | 10 000 m           | 30 min 25 s 20 |
| 2021 | Jeux olympiques                 | Tokyo            | 4e       | 5 000 m            | 14 min 39 s 62 |

## Records
| Épreuve       | Temps           | Lieu    | Date              |
| ------------- | --------------- | ------- | ----------------- |
| 3 000 m       | 8 min 22 s 93   | Doha    | 25 septembre 2020 |
| 5 000 m       | 14 min 20 s 68  | Londres | 21 juillet 2019   |
| Semi-marathon | 1 h 11 min 57 s | Eldoret | 6 octobre 2013    |